# Luís Pérez Companc
Luís Pérez Companc (ur. 2 stycznia 1972 w Buenos Aires) – argentyński kierowca rajdowy. Jest bratem Pabla Péreza Companca, startującego m.in. w Indy Pro Series.
Swój debiut w rajdach Pérez Companc zaliczył w 2000 roku. W 2001 roku zadebiutował w Rajdowych Mistrzostwach Świata. Pilotowany przez Joségo Voltę i jadący Mitsubishi Lancerem Evo 6 zajął wówczas 13. miejsce w Rajdzie Argentyny. W 2004 roku startując Peugeotem 206 WRC zajął 6. pozycję w tym rajdzie i zdobył tym samym swoje pierwsze 3 punkty w historii startów w Mistrzostwach Świata. W 2005 roku zaliczył 2 rajdy w Mistrzostwach Świata w barwach BP Ford WRT, a w 2006 roku był członkiem Stobart M-Sport Ford Rally Team. Zdobył wówczas 2 punkty za 7. miejsce w Rajdzie Nowej Zelandii. Z kolei w 2007 roku jadąc Fordem Focusem WRC zajął 5. pozycję w Rajdzie Japonii, najwyższą w swojej karierze. W 2008 roku zakończył karierę rajdowca po Rajdzie Finlandii.
W 2005 roku Pérez Companc zanotował sukces na rodzimych trasach. Jadąc Fordem Focusem WRC wywalczył swój pierwszy w karierze tytuł mistrza Argentyny.
Po zakończeniu kariery rajdowca Pérez Companc został kierowcą wyścigowym. Startował Ferrari F430 w teamie Advanced Engineering w FIA GT Championship. W 2009 roku wystartował w 24-godzinnym wyścigu Le Mans. Startując w teamie AF Corse Ferrari F430 wraz z Gianmarią Brunim i Matíasem Russo zajął 29. miejsce.

## Występy w mistrzostwach świata
| Sezon | Zespół             | Samochód                | 1      | 2       | 3          | 4             | 5          | 6      | 7      | 8      | 9         | 10            | 11            | 12              | 13        | 14              | 15              | 16              | Punkty | Miejsce |
| ----- | ------------------ | ----------------------- | ------ | ------- | ---------- | ------------- | ---------- | ------ | ------ | ------ | --------- | ------------- | ------------- | --------------- | --------- | --------------- | --------------- | --------------- | ------ | ------- |
| 2001  | Luís Pérez Companc | Mitsubishi Lancer Evo 6 | Monako | Szwecja | Portugalia | Hiszpania     | 13         | Cypr   | Grecja | Kenia  | Finlandia | Nowa Zelandia | Włochy        | Francja         | Australia | Wielka Brytania |                 |                 | 0      | -       |
| 2002  | Luís Pérez Companc | Mitsubishi Lancer Evo 7 | Monako | Szwecja | Francja    | Hiszpania     | NU         | NU     | Grecja | Kenia  | Finlandia | Niemcy        | Włochy        | Nowa Zelandia   | Australia | Wielka Brytania |                 |                 | 0      | -       |
| 2003  | Luís Pérez Companc | Mitsubishi Lancer Evo 7 | Monako | Szwecja | Turcja     | Nowa Zelandia | NU         | Grecja | Cypr   | Niemcy | Finlandia | Australia     | Włochy        | Francja         | Hiszpania | Wielka Brytania |                 |                 | 0      | -       |
| 2004  | Bozian Racing      | Peugeot 206 WRC         | Monako | Szwecja | NU         | Nowa Zelandia | NU         | Grecja | Turcja | 6      | Finlandia | Niemcy        | Japonia       | Wielka Brytania | NU        | Francja         | Hiszpania       | Australia       | 3      | 19.     |
| 2005  | BP Ford WRT        | Ford Focus WRC          | Monako | Szwecja | Meksyk     | NU            | Włochy     | Cypr   | Turcja | Grecja | 14        | Finlandia     | Niemcy        | Wielka Brytania | Japonia   | Francja         | Hiszpania       | Australia       | 0      | -       |
| 2006  | Stobart WRT        | Ford Focus WRC          | Monako | 23      | 12         | Hiszpania     | Francja    | 9      | 12     | Grecja | Niemcy    | Finlandia     | 11            | 14              | Turcja    | 22              | 7               | Wielka Brytania | 2      | 26.     |
| 2007  | Munchi's Ford WRT  | Ford Focus WRC          | Monako | 15      | Norwegia   | 19            | Portugalia | 28     | NU     | 11     | 11        | Niemcy        | 23            | NU              | Francja   | 5               | Irlandia        | NU              | 4      | 16.     |
| 2008  | Munchi's Ford WRT  | Ford Focus WRC          | Monako | Szwecja | Meksyk     | NU            | Jordania   | Włochy | Grecja | Turcja | NU        | Niemcy        | Nowa Zelandia | Hiszpania       | Francja   | Japonia         | Wielka Brytania |                 | 0      | -       |